# GNU Manifest
GNU Manifest napsal Richard Stallman a vydal ho v březnu 1985 v časopisu Dr. Dobb's Journal of Software Tools jako vysvětlení a definici cílů projektu GNU, a též jako výzvu k účasti a podpoře. GNU Manifest si v hnutí svobodného softwaru udržuje vysoký respekt jako základní filosofický zdroj. Celý text manifestu je přiložen k některému softwaru GNU (např. Emacs) a je také dostupný na webu.